# Теннис в Азербайджане
Теннис в Азербайджане — направление развития спорта Азербайджана. 

## История
В Азербайджане теннис был распространён немцами и англичанами, которые работали на нефтяных предприятиях. 
Первый теннисный корт был установлен в 1907 году в Сураханах на даче нефтяного магната Нобеля. Именно на основе этого факта история азербайджанского тенниса насчитывается с 1907 года. 
Первый азербайджанский чемпионат по теннису был проведён в 1927 году. А в 1928 году Азербайджанская сборная приняла участие на чемпионате по теннису. 
В 1950-1980-х годах теннис получил широкое развитие. Известными теннисистками того периода были Агалева, Богод, Сметенко, Фараджова, в том числе теннисисты Бабаев Юрий и Спиридонов, Данилов, Ахмаров, Ивашинов и другие. Среди выдающихся игроков также можно упомянуть Сергея Лихачёва, который был 15-кратным чемпионом СССР в мужском и смешанном парном разряде. 
В 1968 году была основана Федерация Тенниса Азербайджанской ССР.

### Период независимости
4 года спустя после восстановления государственной независимости, а именно 25 июня 1995 года была основана Азербайджанская Федерация Тенниса. С 2004 года Федерацию возглавляет Октай Асадов. 
С мая 2009 года в столице функционирует теннисная академия. 30 июня 2011 года состоялось открытие центрального корта академии.
В 2011 году впервые на Южном Кавказе WTA чемпионат был проведён в Баку.

## Детский и юношеский теннис

### Европейская молодежная серия 2024
На турнире «Европейская молодежная серия 2024» в марте 2024 года в г. Невшехир, Турция азербайджанские теннисисты завоевали 10 медалей (одну золотую, две серебряные, 7 бронзовых).
Ягмур Мамедли завоевала золотую медаль в одиночных соревнованиях среди спортсменов до 13 лет и бронзовую медаль среди спортсменов до 15 лет. 
Онур Гулузаде занял третье место в одиночных соревнованиях в обеих возрастных группах.
Онур Гулузаде и Шакир Гадиров завоевали серебряные медали в парных соревнованиях среди спортсменов до 13 лет. Ягмур Мамедли и Бану Байталлы – завоевали бронзовые медали в парных соревнованиях среди спортсменов до 13 лет.
Тунар Багиров и Угур Назарли, Хадиджа Эйлазова и Шабнам Мансурова завоевали бронзовые медали в парном турнире по настольному теннису среди юношей до 15 лет.
Сборная Азербайджана U-13 на данном турнире заняла второе место, сборная U-15 – третье.